# Jakob Malmlöf
Björn Jakob Malmlöf, även känd som Big Brain, född 20 april 1984 i Skarpnäcks församling, Stockholms län, är en svensk låtskrivare och musikproducent.
Malmlöf arbetade 2023 som jurist på Musikerförbundet. Han är bror till sångaren Jens Malmlöf.

## Låtar
Malmlöf har skrivit låtar till bland annat Kaliffa.

### Melodifestivalen
- 2025 – Salute (tillsammans med Kaliffa Karlsson, Robert Skowronski, Jimmy "Joker" Thörnfeldt och Anderz Wrethov).[3]

## Utmärkelser
- 2018 – Musikförläggarnas pris, för låten Helt Seriöst med Kaliffa. Skriven tillsammans med Kaliffa Karlsson.[4]